# سعد الفيصل بن عبد العزيز آل سعود
الأمير سعد الفيصل بن عبد العزيز آل سعود (1941 - 11 أبريل 2017) أحد أبناء الملك فيصل بن عبد العزيز آل سعود ووالدته الأميرة هيا بنت تركي بن عبد العزيز بن عبد الله آل سعود، ولد عام 1942 ودرس في جامعتي كامبردج وبرينستون، وكان يعمل نائبا لرئيس شركة بترومين لشؤون التخطيط، ثم ترك الخدمة المدنية وتفرغ لأعماله الخاصة وتوفي يوم الثلاثاء 14 رجب 1438 هـ الموافق 11 أبريل 2017.